# إيدجواتر
إيدجواتر (بالإنجليزية: Edgewater)‏ هي مدينة أمريكية تقع في ولاية ألاباما.تبلغ مساحة هذه المدينة 3.1 (كم²)،ويبلغ عدد سكانها 883 نسمة حسب إحصاء سنة 2010 م.تشير الإحصاءات بأن الكثافة السكانية في هذه المدينة تقدر بـ(auto) نسمة/كم2.